# Nederlandse gemeenteraadsverkiezingen 2026
De Nederlandse gemeenteraadsverkiezingen in 2026 zijn reguliere gemeenteraadsverkiezingen die - in het grootste deel van Nederland - zullen worden gehouden op 18 maart 2026.

## Geen verkiezingen in verband met herindeling
Gemeenten die eind 2026 een herindelingsverkiezing hebben, slaan de reguliere verkiezingen over. Het betreft hier gemeenten waarvoor in de periode van 1 oktober tot en met 31 december 2025 een voorstel van wet tot wijziging van de gemeentelijke indeling zal worden ingediend bij de Tweede Kamer. Welke gemeenten dat zijn, is nog onbekend. Zie hier voor de actuele stand van zaken van deze herindelingsvoorstellen.
De herindelingsverkiezingen voor de bij deze wetsvoorstellen betrokken gemeenten zullen plaatsvinden in november 2026.

## Geen verkiezingen in verband met status als openbaar lichaam
De openbare lichamen Bonaire, Saba en Sint Eustatius (Caribisch Nederland) hebben veel taken die in de rest van Nederland door gemeenten worden uitgevoerd. De eilandsraadsverkiezingen voor deze openbare lichamen vinden echter tegelijk met Provinciale Statenverkiezingen plaats die voor het eerst weer in 2027 zullen worden gehouden.

## Formaat stembiljetten
Bij de verkiezingen in 2026 wordt er landelijk nog geen nieuw formaat voor het stembiljet ingevoerd. Minister Judith Uitermark (Binnenlandse Zaken) heeft aangegeven dat eerst een groter experiment nodig is. Dit nieuwe stembiljet werd tijdens de Europese Parlementsverkiezingen van 2024 in vijf gemeenten getest.
De test met het kleinere stembiljet toonde positieve reacties, maar er waren ook meer ongeldige stemmen in de experimenteergemeenten. Om dit verder te onderzoeken, zal in 2026 een nieuwe proef worden uitgevoerd. Naast de vijf gemeenten die eerder deelnamen (Alphen aan den Rijn, Boekel, Borne, Midden-Delfland en Tynaarlo), zullen ook vijf grote gemeenten worden gevraagd mee te doen. Er zal extra aandacht zijn voor voorlichting en organisatieverbeteringen. Het experiment zal ongeveer 1 miljoen kiezers omvatten.

## Tijdschema
Voor de overige gemeenten geldt het volgende tijdschema:
| Datum            | Actie                                                 |
| ---------------- | ----------------------------------------------------- |
| 22 december 2025 | Laatste dag registratie aanduiding politieke partijen |
| 2 februari 2026  | Dag van kandidaatstelling                             |
| 18 maart 2026    | Dag van stemming                                      |
| nnb              | Bekendmaking van de officiële uitslag                 |